# Tiếng Tahiti
Tiếng Tahiti (Reo Tahiti) hoặc (Reo Mā'ohi) là một ngôn ngữ bản địa chủ yếu được sử dụng tại Quần đảo Société tại Polynésie thuộc Pháp tại Châu Đại Dương.
Đây là một ngôn ngữ thuộc nhóm Đông Polynesia, có quan hệ gần gũi với các ngôn ngữ bản địa khác tại Polynésie thuộc Pháp và cũng có qun hệ với các ngôn ngữ như tiếng Rarotonga, tiếng Maori và tiếng Hawaii.
Tiếng Tahiti được sao chép lần đầu bởi những người truyền giáo của Hội Truyền giáo Luân Đôn vào đầu thế kỷ 19. Tại Polynésie thuộc Pháp, đây là ngôn ngữ nổi bật nhất của người Polynesi bản địa, bao gồm:
- Tiếng Pa'umotu (reo Pa'umotu), gồm 7 phương ngữ nói ở Quần đảo Tuamotu
- Tiếng Marquesas, nói ở Quần đảo Marquesas
- Tiếng Austral tại Quần đảo Austral
- Tiếng Mangavera tại Quần đảo Gambier

## Một số cụm từ cơ bản tiếng Tahiti
| 'Ora na                | Xin chào     |
| E aha te huru?         | Bạn thế nào? |
| Maita'i                | Well, Tốt    |
| Pārahi                 | Tạm biệt     |
| Māuruuru roa, Māuruuru | Cảm ơn       |

### Số
Tahiti hiện thời chỉ sử dụng các từ số có nguồn gốc của Tiếng Pháp: Un, Deux, Trois...,.